# Walter Traupel

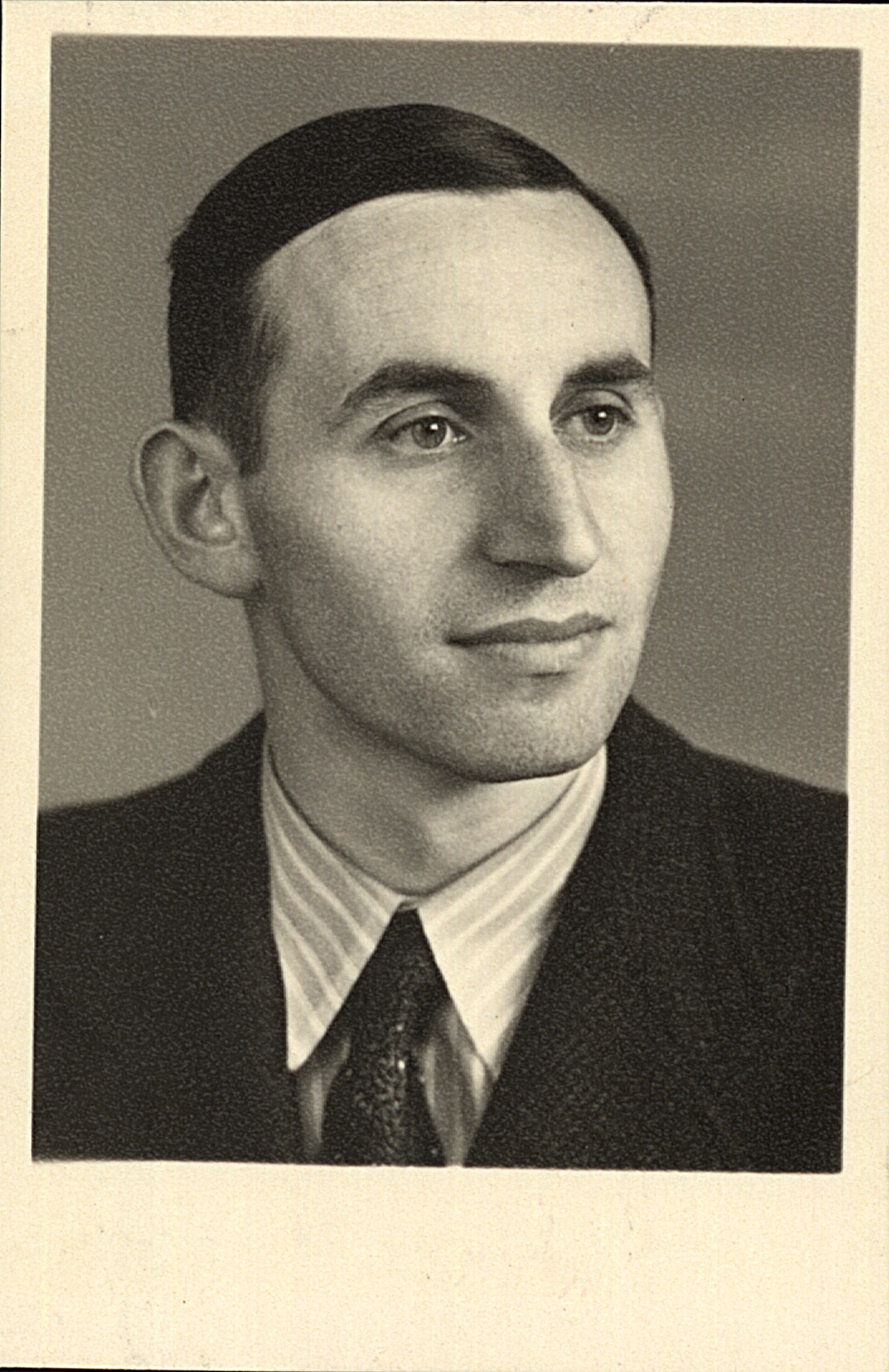
Walter Traupel (ca. 1954)

Walter Traupel (* 23. April 1914 in Basel; † 18. August 1998 in Küsnacht ZH) war ein Schweizer Maschinenbauingenieur und Hochschullehrer.

## Leben und Werk
Walter Traupel studierte Maschinenbau an der ETH Zürich von 1933 bis zum Diplomabschluss 1937. Anschliessend wurde er Mitarbeiter der Gebr. Sulzer AG in Winterthur. Berufsbegleitend verfasste er eine Doktorarbeit an der ETH Zürich, welche 1942 zu seiner Promotion führte. Bei Sulzer übertrug man ihm die Gasturbinenabteilung. Nach 16 Jahren Industrietätigkeit wurde er 1954 als ordentlicher Professor für Thermische Turbomaschinen 1954 an die ETH Zürich berufen. Bereits 1956 amtete er als Vorsteher der Abteilung Maschineningenieurwesen. Von 1961 bis 1965 war er Rektor dieser Hochschule. In dieser Funktion appellierte er an das Verantwortungsbewusstsein von Ingenieuren im Umgang mit der Umwelt. Von ihm stammt die Aussage: Von uns ist gefordert, vor der Schöpfung Ehrfurcht zu haben als Nichtwissende.
Es wird berichtet, dass Traupel damals als einziger Rektor von Schweizer Universitäten an formalen Anlässen keine goldene Kette hatte und um den Hals trug.
Traupel beteiligte sich bei Sulzer an der Entwicklung von Gasturbinen, indem er an Kreisprozessentwürfen, strömungs- und wärmetechnischen Berechnungen und der Spannungsanalyse mitwirkte. Er schuf auch theoretische Grundlagen, welche die Berechnung von Dampf- und Turboverdichtern nachhaltig beeinflussten. Traupel wurde 1984 emeritiert.

## Veröffentlichungen
- Thermische Turbomaschinen, Band 1 + 2, Klassiker der Technik, Springer 2001, ISBN 978-3-54067-376-7 und ISBN 978-3-54067-377-4
- Liste von Veröffentlichungen.[6]

## Ehrungen
- 1970 Ehrendoktor Technische Hochschule Aachen
- 1973 Gustaf-de-Laval-Medaille.